# Okroeg Sotsji
De okroeg Sotsji (Russisch: Сочинский округ, Sotsjinski okroeg) was tussen 1896 en 1920 een okroeg (district) van het Zwarte Zee-gouvernement van het onderkoninkrijk van de Kaukasus van het keizerrijk Rusland en had Sotsji als hoofdstad. Het grensde aan de okroeg Soechoemi, het gouvernement Koetais, de okroeg Toeapse en de oblast Koeban. Het gebied van de okroeg Sotsji maakt binnen de moderne de Russische Federatie deel uit van de Kraj Krasnodar.
De okroeg werd in 1920 opgeheven en werd over verschillende bestuurlijke eenheden verspreid, waaronder het oblast Koeban-Zwarte Zee. De Democratische Republiek Georgië claimde bij het uitroepen van de onafhankelijkheid in 1918 het territorium van het okroeg Sotsji. Als gevolg van het Sotsjiconflict (1918-1919) kwam het zuidelijke deel van Sotsji tot aan de rivier Pso-oe in Georgië te liggen.